# Zambia i olympiska sommarspelen 1984
Zambia deltog med 16 deltagare vid de olympiska sommarspelen 1984 i Los Angeles. Totalt vann de en bronsmedalj.

## Medaljer

### Brons
- Keith Mwila - Boxning, lätt flugvikt.

## Boxning
Lätt flugvikt
- Keith Mwila → Brons
  1. Första omgången — Bye
  2. Andra omgången — Besegrade Pao-Ming Chung (Taiwan), domaren stoppade matchen
  3. Kvartsfinal — Besegrade Mamoru Kuroiwa (Japan), 5-0
  4. Semifinal — Förlorade mot Salvatore Todisco (Italien), 0-5

Bantamvikt
- Star Zulu
  1. Första omgången — Bye
  2. Andra omgången — Besegrade Gustavo Cruz (Nicaragua), 5-0
  3. Tredje omgången — Förlorade mot Maurizio Stecca (Italien), 0-5

Mellanvikt
- Moses Mwaba
  1. Första omgången – Bye
  2. Andra omgången – Besegrade Vincent Sarnelli (Frankrike), efter knock-out
  3. Kvartsfinal – Förlorade mot Mohamed Zaoui (Algeriet), på poäng (1:4)

## Friidrott
Herrarnas 400 meter
- Dave Lishebo
  - Heat — 46,20
  - Kvartsfinal — 45,57
  - Semifinal — 45,97 (→ gick inte vidare)

Herrarnas höjdhopp
- Mutale Mulenga — 2,05m (→ gick inte vidare)